# Politique extérieure de la France sous la Restauration
La diplomatie extérieure française sous la Restauration est marquée par le retour de la France dans les affaires européennes après des guerres napoléoniennes qui l'ont laissée seule contre toutes les autres nations d'Europe. Louis XVIII, bien aidé par Richelieu et Talleyrand, promeut la paix en Europe et respecte le « système Metternich » issu du congrès de Vienne, à savoir l'équilibre entre les puissances absolutistes européennes aux dépens des nationalités et des peuples qui les composent.
La politique extérieure de la France est donc basée, durant toute la période de la Restauration, à restaurer son influence sur l'échiquier européen. Pour ce faire, les indemnités demandées par les coalisés de 1815 sont remboursées plus vite que prévu. La France est finalement intégrée dans la Sainte-Alliance en 1818, témoin de sa réintégration dans la diplomatie européenne. C'est dans le cadre de cette alliance qu'une intervention en Espagne est décidée en 1823.
Les dernières années de la Restauration sont des années charnières dans la politique extérieure française du XIXe siècle. C'est sous Charles X que commence véritablement ce que les historiens appellent le Second empire colonial français ; c'est également le moment où l'armée française s'affirme avec deux succès en Grèce et en Algérie.

## 1814-1815: entre monarchie et empire, une France instable.
En 1814, la défaite de Napoléon, entérinée par le traité de Fontainebleau, permet aux Bourbons de revenir sur le trône de France. C'est le début de la Première Restauration et d'une monarchie constitutionnelle. À l'époque, l'Europe est entièrement monarchique c'est donc un choix politique mais aussi diplomatique qui est fait par les puissances victorieuses de Napoléon que d'appeler les Bourbons à retrouver un trône qu'ils avaient perdu en 1792. En 1814, la France, isolée diplomatiquement du fait de sa politique expansionniste sous Napoléon, tente de refaire surface dans la gouvernance internationale. C'est ainsi que, malgré son statut de perdante, elle est présente au congrès qui doit réorganiser l'Europe post-napoléonienne, le congrès de Vienne. C'est Talleyrand, homme politique de premier plan sous l'Empire mais qui dans ses dernières années avait acté pour sa déchéance, qui représente la France de Louis XVIII à ce congrès. La France, durant ce congrès, va jouer d'alliances secrètes et de diplomatie officieuse afin de garder une position forte en Europe. Talleyrand, malin, s'allie aux Anglais et aux Autrichiens, partisans d'un équilibre relatif entre les puissances européennes, contre les Prussiens et les Russes, qui ont des visées expansionnistes. Talleyrand, afin de renforcer le poids diplomatique de la France dans cette alliance, réussit à faire entrer ses alliés, le Portugal et la Suède, dans le congrès de Vienne. Talleyrand signe également un traité secret avec Castlereagh et Metternich, les ambassadeurs anglais et autrichiens, le 3 janvier 1815. La France semble alors en bonne position pour négocier un statu quo sur ses frontières et surtout, à éviter de payer de très lourdes indemnités de guerre.
Or rien ne va se passer comme prévu. Napoléon, exilé depuis peu sur la petite île d'Elbe, rêve d'un retour aux affaires. Ce retour, il le croit possible car, entretemps, le gouvernement de Louis XVIII prend des mesures maladroites, notamment le licenciement d'une partie de l'armée. Si l'on ajoute à cela le retrait du drapeau tricolore, l'armée est vite prise d'un sentiment de nostalgie envers le régime impérial. L'armée n'est pas la seule à rêver secrètement d'un retour de Napoléon, tous les soutiens passés de l'Empire et les acquéreurs de biens nationaux prennent peur du régime monarchique. La crainte d'un retour à l'Ancien Régime, véhiculée par les comportements douteux des anciens émigrés, est toujours présente dans l'ensemble de la population. C'est dans ce contexte que Napoléon tente le tout pour le tout et débarque en France avec un contingent de quelques milliers d'hommes à Golfe-Juan. Napoléon commence alors son « vol de l'aigle » qui a pour objectif de reprendre Paris et la France aux Bourbons. Les Bourbons, impuissants devant les ralliements massifs de l'armée à l'empereur, se contentent de fuir. La nouvelle du débarquement de Bonaparte arrive environ 1 semaine plus tard aux oreilles des souverains européens. Ceux-ci, inquiets, s'empressent d'offrir une aide militaire à la France de Louis XVIII, ce que ce dernier refuse. Comprenant rapidement que Louis XVIII ne sera qu'impuissant face au coup d'état de Napoléon, les puissances européennes évoquent le sujet lors du congrès de Vienne, qui traîne en longueur du fait de contentieux territoriaux et de différences idéologiques. Sans surprises, ces derniers, y compris Talleyrand, dénigrent l'action de Bonaparte et reforment ce que l'on appelle la Quadruple-Alliance malgré leurs divergences, afin d'abattre l'ennemi commun qui dérange. Napoléon tente pourtant de rassurer l'Europe en donnant des gages de pacifisme et en promulguant un texte libéral: l'Acte additionnel mais il est trop tard, l'Europe veut se débarrasser définitivement de celui qui l'a plongée dans le chaos pendant plus de 10 ans. La coalition militaire européenne anti-Napoléon se forme à nouveau et bat ce dernier à Waterloo, sonnant définitivement la fin de la France du Premier Empire. Dès lors, la France est en position de faiblesse pour négocier avec les autres puissances lors du congrès de Vienne, qui n'est toujours pas terminé lorsque Napoléon est exilé à Sainte-Hélène. Le second traité de Paris de 1815 est dur envers la France, elle doit payer des réparations énormes et doit accepter une occupation étrangère. La France est en fait ramenée à ses frontières de 1790 et paie le fait d'avoir renversé la monarchie une fois encore, nonobstant de ce fait le droit du souverain monarchique, qui prime dans tous les autres pays d'Europe lors de la signature de ce traité.

## 1815 - 1818: reconstruction progressive
De 1815 à 1818, la France cherche à se refaire une place dans les décisions européennes. La France de la Restauration mène une politique étrangère d'apaisement avec les monarchies étrangères. Sous l'influence de Richelieu, qui mène une politique étrangère cohérente, la France se fait progressivement accepter par les autres monarchies européennes au nom de l'équilibre des puissances, théorie alors omniprésente dans le monde des relations internationales.